# Château de Trébriant
Le château de Trébriand est situé sur la commune de Trémel en France.

## Localisation
Le château est situé sur la commune de Trémel à l'ouest du bourg à 106 m d'altitude, il a été établi à proximité immédiate d'une source qui alimente un petit affluent du Douron dans le département des Côtes-d'Armor, dans la région Bretagne.

## Description
Le château est un logis en équerre est accosté à l'est d'une tour en demi-hors-œuvre. La partie ouest de style néogothique est coiffée d'un pavillon encadré de deux hautes tourelles en demi-hors-œuvre. Vers le sud, la porte d'entrée à arc en tiers-point est encadrée de deux ouvertures de tir de type "archère cruciforme". Ces ouvertures avec fente de visée horizontale permettaient le tir d'armes à flèche ou à feu. Le balcon des deux fenêtres de l'étage s'inspire des mâchicoulis et créneaux médiévaux.
Portail monumental de style gothique flamboyant en pierre de taille de granite, clôturant autrefois la cour du manoir. Il est percé d'une porte charretière et d'une porte piétonne. Des consoles de mâchicoulis témoignent de la présence d'une galerie surmontant l'entrée. Décor composé de voussures, larmiers en accolade, pinacles, choux frisés, fleuron et armoiries.

## Historique
Le château est à la fois une résidence seigneuriale et une exploitation agricole. Il est vraisemblablement du XVe siècle et XVIe siècle ; plus de la moitié de la surface du manoir apparaît cependant comme "ruinée" sur le cadastre de 1814. Le logis a été modifié et restauré dans la deuxième moitié du XIXe siècle.

## Galerie

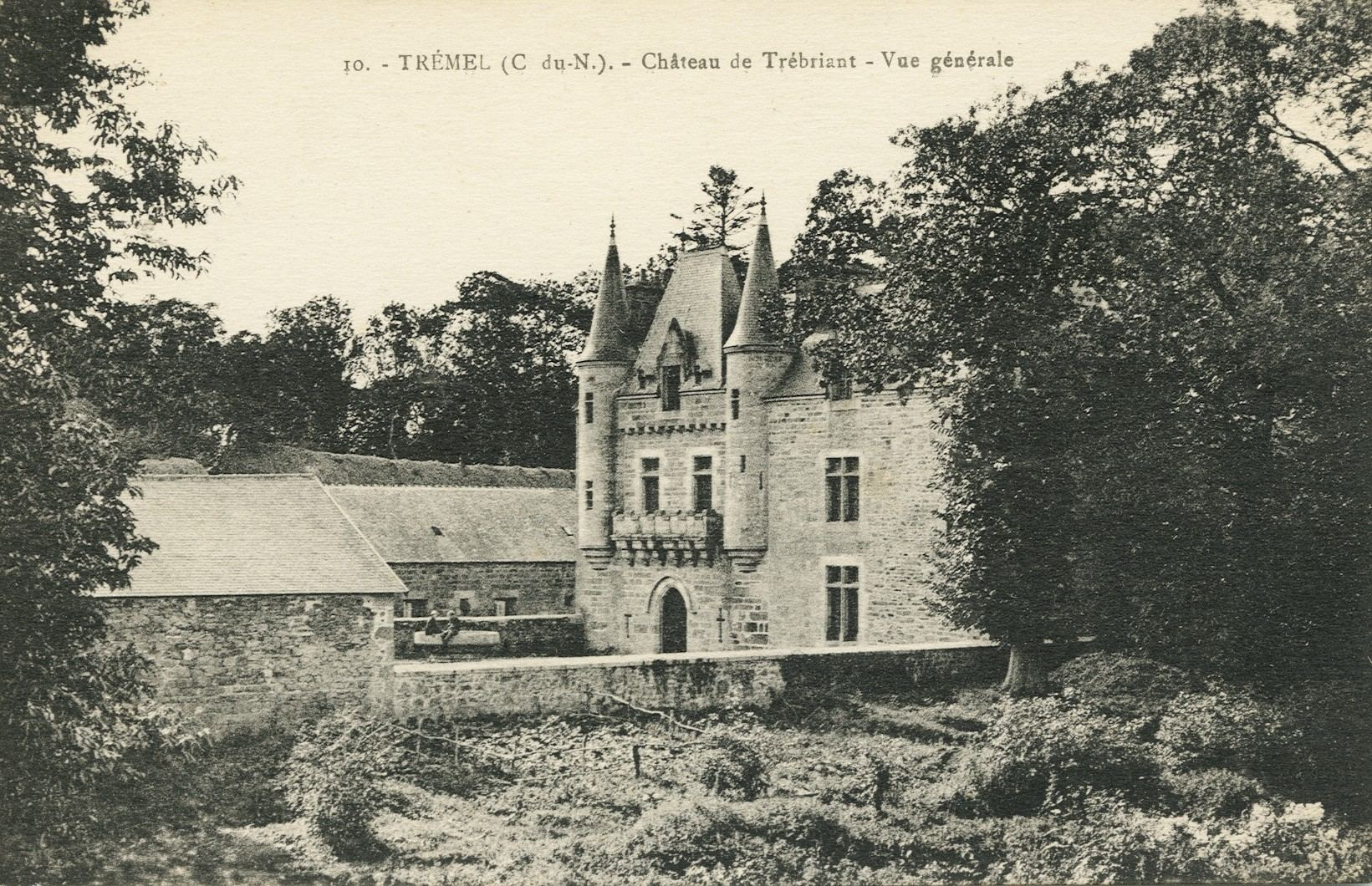
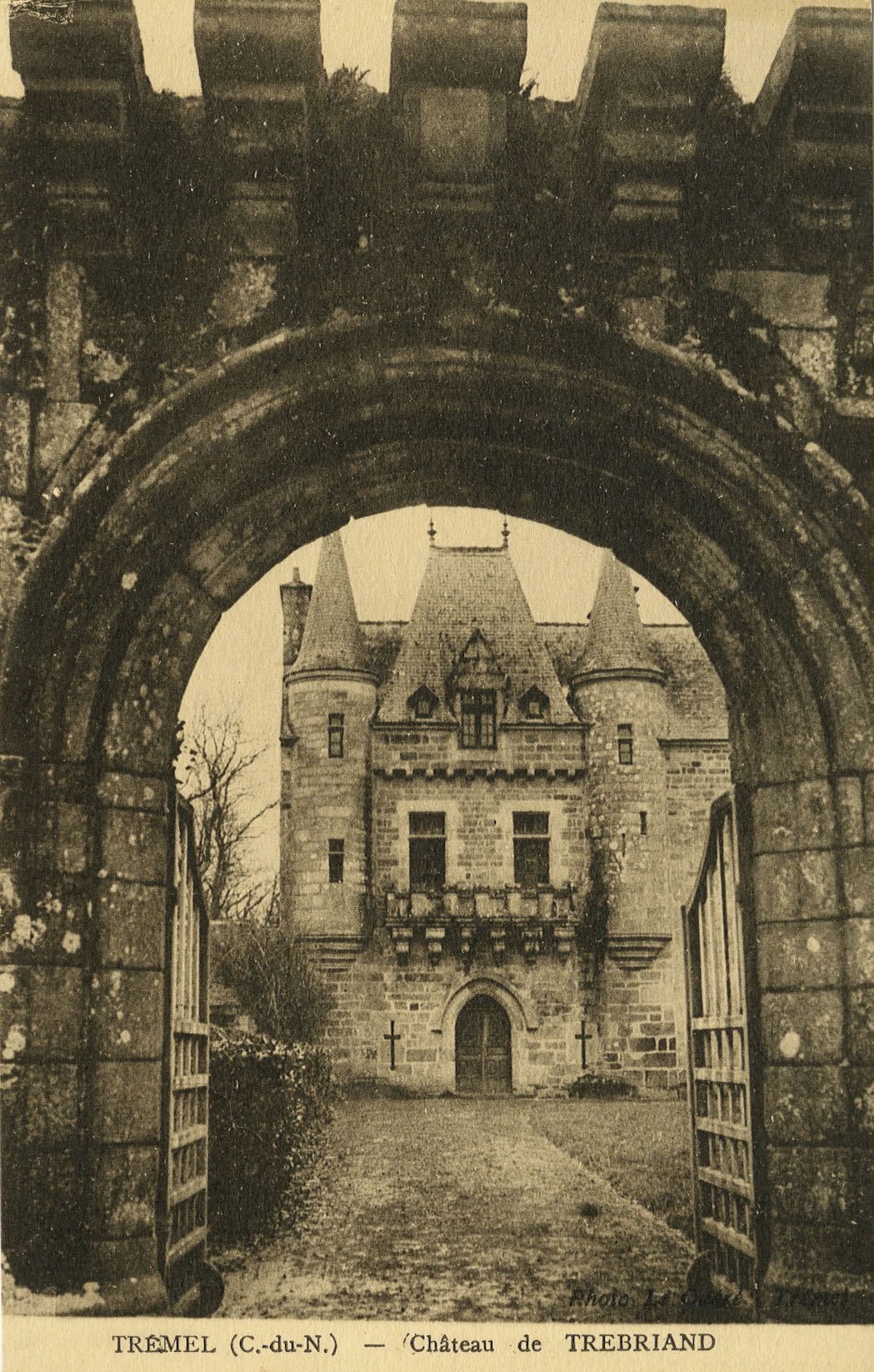
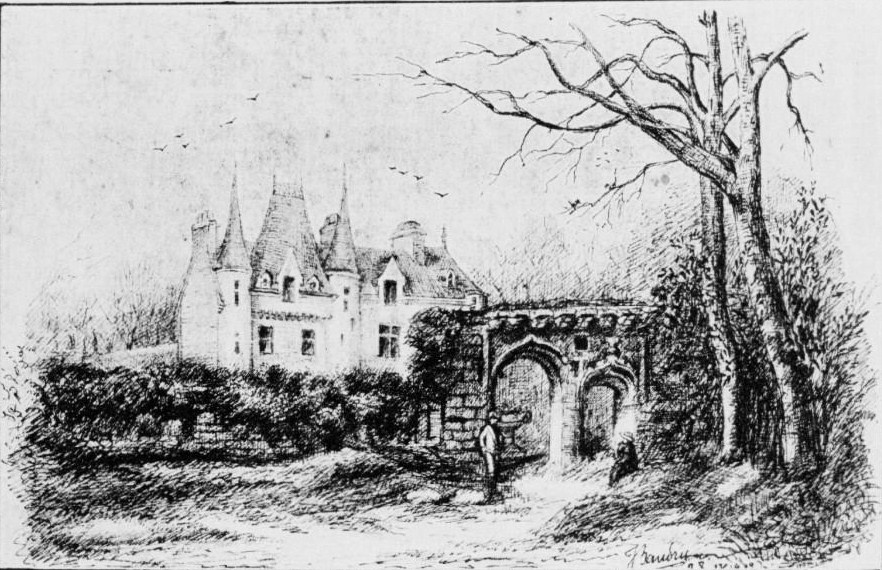